# Râul Tilpe
Râul Tilpe este un curs de apă, afluent al râului Iada.